# Бесомучна играчка
Бесомучна играчка (шп. El juguete rabioso) роман је који је написао Роберто Арлт (Roberto Arlt) и издао га 1926. године. Роман је посвећен његовом пријатељу Рикарду Гвиралдесу (Ricardo Güiraldes). Овај роман сматра се аутобиографским.

## Радња романа
Роман је подељен у 4 индивидуалне целине и писан је у првом лицу.

#### Лопови
У првом делу романа, Роберто нас упознаје са главним ликом - Силвијом. Силвио је дечак који живи са мајком и сестром. Отац их је напустио, а за живота тукао и малтретирао, што сазнајемо касније када се Силвио присећа. Он нам приповеда и описује своје несташлуке са друговима који су себе називали витезима поноћи. Имали су око 14 година када су правили разне несташлуке, а нарочито ситније крађе по крају. Силвио се у овом делу заљубљује у девојчицу његових година и о њој често машта.

#### Дани и послови
У другом делу романа, који је и најдужи, Силвио се запошљава код дон Гајетана у књижару. Тамо упознаје његову жену и старца који им помаже око куће. Незадовољан је послом, и условима које му дон Гајетано пружа и како се опходи према њему. У једном тренутку пожели да запали књижару, али ипак само одлази одатле.

#### Бесомучна играчка
Ова целина нам можда најбоље описује назив романа, осим што се и поглавље тако зове. Наиме, Силвио, веома начитан и паметан, спреман да нађе нов посао у војсци, сусреће се са неправдом и разочарањем када му пуковник каже да им не требају интелектуалци већ радници, војници.
Силвио у овом поглављу доживљава и једно веома чудно хомосексуално искуство, када његов цимер призна да је трансродан. По одласку одатле, Силвио размишља о самоубиству, али убрзо одустаје од те идеје.

#### Јуда Искариотски
Последњи део романа је најсимболичнији. Јудом назива самог себе, јер издаје свог пријатеља Ренга (Шепавца), човека са маргиналне лествице друштва који ради као чувар. Поведен свим лошим искуствима и научен на неправду, Силвио и сам постаје охол и тада, желећи да се домогне боље позиције и новца, издаје Ренга који одлази у затвор.

## Филмска адаптација
Адаптација на овај роман постоји. Два филма, први који су режирали Хосе Марија Полантонио и Анибал ди Салво 1984, и други из 1998. Хавијер Торе.
Филмски приказ исти је као радња романа.